# Sonja Koppitz

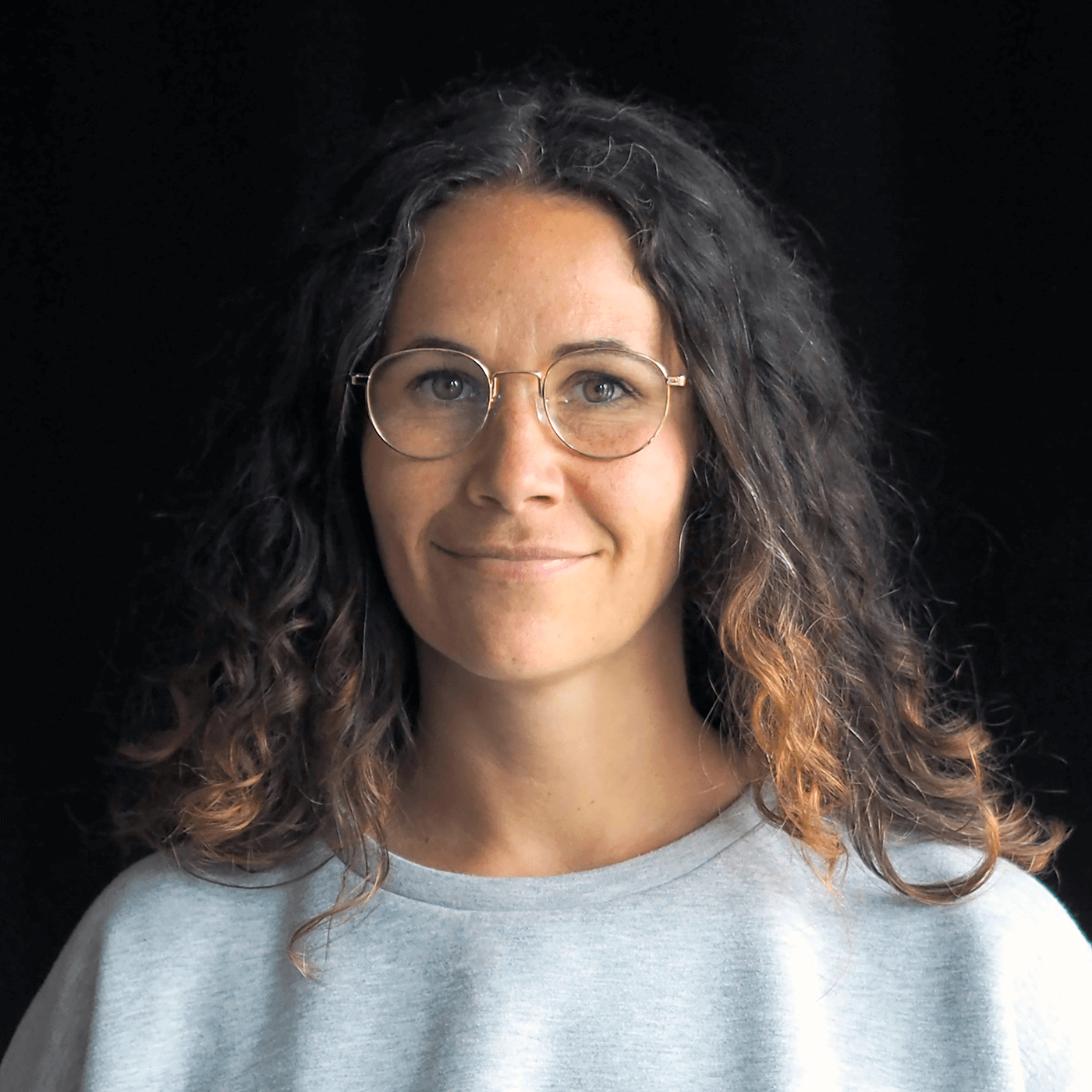
Sonja Koppitz (2019)

Sonja Koppitz (* 18. Oktober 1981) ist eine deutsche Hörfunk-Moderatorin und Podcast-Autorin.

## Leben und beruflicher Werdegang
Koppitz wuchs im Berliner Ortsteil Gropiusstadt auf. Nach ihrem Abitur absolvierte sie Praktika und ein Volontariat bei 98.8 Kiss FM. Nach einer Station beim Südwestrundfunk, bei dem sie beim Jugendradiosender Dasding die Morningshow moderierte, war sie ab 2006 als Moderatorin für Fritz und ab 2014 bei Bremen Vier tätig. Von Mai 2016 bis Ende 2021 moderierte sie gemeinsam mit Max Spallek regelmäßig die Nachmittagssendung radioeins ab drei bei Radio Eins, manchmal auch die Nachmittagssendung am Freitag Die schöne Woche. Sie moderierten zum Jahreswechsel 2020/21 sowie 2021/22 die siebenstündige Radio-Eins-Silvestersendung 2020 – Da ist die Tür – Die Radio Eins Silvestershow bzw. Frohes Neues – Die Radio Eins Silvestershow mit Video-Livestream auf dem YouTube-Kanal von Radio Eins. Seit 2013 kommentierte Koppitz zusammen mit Jörg Thadeusz die Live-Übertragung des Christopher Street Day im Internet-Stream des rbb.
Koppitz moderiert außerdem bei Deutschlandfunk Kultur den Wochenend-Podcast Plus Eins. Zusammen mit Sara Steinert betreibt sie den Podcast Kopfsalat, der sich dem Thema Depressionen widmet. Peter Weissenburger resümierte anlässlich der ersten Folge (2019) in der taz, dass der Podcast „ein wenig überladen und überproduziert“ wirke, allerdings durch eine gute Vorbereitung und Recherche überzeugen könne. Für den fünfteiligen Report-Podcast Spinnst du? von Radio Eins berichtete sie eine Woche lang aus der Psychiatrie des Universitätsklinikums Benjamin Franklin.
In dem gemeinsam mit Felicia Mutterer herausgegebenen Podcast STRAIGHT Talking diskutiert Koppitz mit ihrer Mitmoderatorin und Gästen Themen des queeren Lebens. Der 2017 gestartete Podcast war der erste, der fem-queere Themen als Programm anbot. Der Podcast folgt der 24-teiligen Audible-Serie STRAIGHT für alle, die Frauen lieben nach. Seit Herbst 2020 führt Koppitz ein persönliches „Corona-Tagebuch“ über die COVID-19-Pandemie, das sie unregelmäßig per IGTV auf ihrem Instagramkanal veröffentlicht.
Im Dezember 2021 erschien ihr Buch 'Spinnst du?', in dem sie sich dem Thema Depressionen und der Stigmatisierung widmet.
Koppitz lebt in Berlin-Steglitz.

## Werke
Bücher
- Spinnst du? Warum psychische Erkrankungen ganz normal sind. Rowohlt, Hamburg 2021, ISBN 978-3-499-00419-3.